# Silvana Valente
Silvana Valente (Schio, 24 novembre 1963) è una paraciclista italiana. È stata campionessa del mondo di tandem paralimpico nel 1998 e vincitrice di tre medaglie nel 2000 ai Giochi paralimpici di Sydney.

## Carriera
Cieca dalla nascita e diplomatasi massofisioterapista, si è avvicinata al mondo del ciclismo piuttosto tardi, grazie al "Gruppo Sportivo Non Vedenti" di Vicenza. Nel 1998 a Colorado Springs vince il titolo mondiale a cronometro nel tandem misto; ai Giochi paralimpici di Sydney 2000 ha vinto la medaglia d'argento nell'inseguimento con la guida Fabrizio Di Somma, sfiorando l'oro di pochi centesimi, oltre a due medaglie di bronzo nel chilometro con partenza da fermo e in linea su strada. Ai Campionati europei ho ottenuto sei ori, tre argenti e due bronzi. In campo nazionale ho vinto diciannove titoli italiani nelle varie specialità di strada, cronometro e pista (inseguimento e km. con partenza da fermo), due Grand Prix e due Coppa Italia.
Negli ultimi anni, per quanto riguarda le competizioni su strada, ha abbandonato l'agonismo ad alto livello, per dedicarsi alla mountain bike, disciplina nella quale può considerarsi una “pioniera” e “apripista” nel campo dei disabili visivi. In tandem mountain bike partecipa a varie gran fondo e “arrampitour”. Nel 2005 partecipa a 10 granfondo facenti parte del Rampitour e ad altre importanti Granfondo con tempi di percorrenza di buon livello. Nel 2006 partecipa al Rampitour e ad altre importanti granfondo, oltre a dedicarsi a manifestazioni e gare di natura promozionale-competitiva. Nel 2007 continua la partecipazione a prestigiose granfondo sia su strada che in mountain bike oltre alle arrampicate su vie ferrate ed escursioni in montagna.
Dal 2009 al 2013 è stata membro del Consiglio Federale Nazionale del CIP (Comitato Italiano Paraolimpico). Nello sci di fondo oltre a partecipare a numerose granfondo segue la formazione e il perfezionamento di guide e collaboratori volontari. 
In ambito letterario con l'aiuto di Carmelo Rigobello ha realizzato sei raccolte di poesie: Il Volto del Silenzio, Tandem, Abbracciando la vita, Con gli occhi dell'anima, Vedere oltre l'orizzonte e Sfiorando il pensiero con parole e silenzi  devolvendone il ricavato in beneficenza.
Attualmente si dedica agli sport sopracitati e alla corsa a piedi cercando soprattutto di coinvolgere nuovi compagni.
Da parecchi anni porta le sue esperienze di sport e vita quotidiana presso le scuole, comunità e gruppi giovanili insieme ai soci del Gruppo Sportivo Non Vedenti di Vicenza perché il limite della mancanza della vista sia visto anche come punto di forza da cui partire.
Si è andata via via radicando ad attività di volontariato rivolte a persone e famiglie disagiate quali distribuzioni di alimenti ed altri beni di prima necessità.

## Piazzamenti

### Competizioni mondiali
- Giochi paralimpici

Sydney 2000 - In linea tandem misto: 3ª
Sydney 2000 - Chilometro a cronometro tandem misto: 3ª
Sydney 2000 - Inseguimento tandem misto: 2ª